# John Romero
John Romero, właśc. Alfonso John Romero (ur. 28 października 1967, Colorado Springs, Kolorado, USA) – amerykański projektant gier komputerowych, współzałożyciel id Software i autor takich gier jak Wolfenstein 3D, Doom czy Quake.

## Życiorys
Jego ojciec Alfonso Romero był metysem, potomkiem Indian z plemienia Yaqui z domieszką krwi meksykańskiej. Pracował jako górnik. Jego ojciec był także alkoholikiem i dopuszczał się przemocy domowej. Matka Johna, Ginny Romero, od strony ojca posiadała domieszkę krwi Czirokezów. Zajmowała się domem, czasami pracując jako szwaczka. John Romero ma dwa lata młodszego brata Ralpha. Dorastał w małym domu przy ulicy South Oregon Drive w biednej dzielnicy 
Tucson w stanie Arizona.
Jak sam twierdzi posiada przypadłość zwaną hipermnezją, dzięki czemu jest w stanie przypomnieć sobie wszystkie szczegóły że swojego życia, które opisał w swojej autobiografii: "Doom Guy" wydanej w 2023 roku.
Kiedy John Romero był w trzeciej klasie, ojciec opuścił rodzinę, wtedy jego matka została kasjerką w banku. 4 lipca 1976 roku wyszła ponownie za mąż za wojskowego Johna Schunemana instruktora musztry Sił Powietrznych. Z powodu pracy nowego ojczyma musieli się przeprowadzić do Kalifornii niedaleko Sacramento. Gdy John był nastolatkiem pracował kosząc trawniki i rozwożąc gazetę Sacramento Bee. Razem z przyjacielem Christianem Divine rysował komiksy, grał w grę fabularną Advanced Dungeons and Dragons oraz kręcił filmy kamerą, którą dostał Christian. Romero dużo też grał na automatach (gry takie jak Asteroids czy Space Invaders ). W wieku ok. 12 lat w laboratorium komputerowym, na uczelni Sierra College, po raz pierwszy dowiedział się, że gry można samemu programować. Jego kolega Rob Lobelock uzyskał hasło dostępu do komputera. Odwiedzając uczelnie zaczęli eksperymentować z językiem BASIC oraz systemem UNIX. Grali także w gry tekstowe, takie jak Colossal Cave Adventure, dostępne na terminalach podłączonych do komputera mainframe. Na uczelnianych komputerach John napisał swoją pierwszą prostą grę tekstową w języku Basic.

### Kariera
Swoją pierwszą poważną grę – Scout Search – Romero zaprezentował w 1984 r. (opublikował ją w popularnym magazynie inCider). Oficjalnie pracę w branży rozpoczął w 1987 r., gdy dołączył do zespołu firmy Origin Systems (w niej powstała m.in. gra Space Rogue). Nie popracował w niej jednak zbyt długo – wkrótce stał się współzałożycielem kolejnej firmy – Inside Out Software (zajmował się w niej głównie przystosowywaniem gier stworzonych na Apple II do uruchamiania na Commodore – i odwrotnie). Później współtworzył jeszcze kilka innych firm – m.in. Ideas From The Deep oraz Softdisk.
Był jednym z czterech współzałożycieli id Software w 1991 roku. W tej firmie pracował nad takimi grami jak Commander Keen, Wolfenstein 3D, Doom, Doom II oraz Quake, a także jako producent i projektant gier Heretic i Hexen.
W 1996 roku po odejściu z id Software założył Ion Storm, z którą wraz z Tomem Hallem w 2000 roku wydał Daikatanę i skąd odszedł wraz z Hallem zaraz po wydaniu gry Halla Anachronox w 2001 roku.
W latach 2003–2005 pracował dla Midway Games – koordynował prace nad grą Gauntlet: Seven Sorrows (z firmy odszedł przed zakończeniem prac nad tym tytułem). Później pracował nad grą MMO.
W 2015 założył razem z żoną firmę Romero Games. Pierwszym tytułem, który wydali w 2017 była gra Gunman Taco Truck, w której pomagał syn Johna – Donovan Romero-Brathwaite.
W 2022, po 28 latach od premiery gry DOOM 2, wydał pierwszy oficjalny poziom do gry, aby pomóc Ukrainie w związku z inwazją Rosji.